# 61st Georgia Infantry
Soixante-et-unième régiment d'infanterie de volontaires de Géorgie
Le 61st Georgia Infantry (soixante-et-unième régiment d'infanterie de volontaires de Géorgie) est un régiment d'infanterie de l'armée des États confédérés au cours de la guerre de Sécession.

## Histoire
Faisant partie de la brigade de Lawton (en)- Gordon-Evans (en), le 61st Georgia Infantry est levé en Caroline du Sud en mai 1862. Au cours de son service, il participe à la bataille de Gaines' Mill (27 juin 1862), à la seconde bataille de Bull Run (29-30 août 1862), à la bataille de Chancellorsville (29 avril-5 mai 1863) et à la bataille de Gettysburg (1er-3 juillet 1863) parmi d'autres. Avec le reste de la brigade de Gordon, le 61st Georgia Infantry est parmi les premières troupes confédérées à atteindre le fleuve Susquehanna au cours de la campagne de Gettysburg.
Au moment de la reddition du régiment à Appomattox, seuls quatre-vingt et un hommes ont survécu et aucun officier(p214).

### Commandement
Colonel
- John H. Lamar († le 9 juillet 1864[2])

 Lieutenant-colonel
- James McDonald
- Charles W. McArthur
- James Y. McDuffie
- James D. Van Valkenburg († le 9 juillet 1864[2])

 Commandant
- Peter Brenan
- Archibald P. McRae († le 17 septembre 1862[3](p424))
- Henry Tillman
- James Bell Smith

 Capitaine
- G.D. Willcox
- D.R.A. Johnson
- Daniel McDonald
- S.H. Kennedy
- Charles W. McArthur
- Peter Brennan
- W. Fannin
- J.M. Dasher
- James D. Van Valkenburg
- E.F. Sharpe
- T.M. McRae
- J.A. Edmondson
- T.T. Colley.

Adjudants
- G.W. Lamar
- G.C. Conner.

Quartier-maître adjoint
- George Higgins.

### Compagnies
- Compagnie A : « Irwin Cowboys » - (cowboys d'Irvin) - comté d'Irwin, capitaines Willcox et McDuffie
- Compagnie B : « Tattnall Rangers »[4](p148) - (rangers de Tattnall) - comté de Tattnall, capitaines Johnson et A.P. McRae
- Compagnie C : « Brooks Rifles » et « Wiregrass Riflemen » (fusiliers de Brooks et fusilier de Wiregrass) (comtés de Brooks et de Thomas, capitaines McDonald et Edmonson
- Compagnie D : « DeKalb Guards »[4](p43) - (gardes de DeKalb) - comté de Bulloch, capitaines Kennedy et Tillman
- Compagnie E : « Montgomery Sharpshooters »[4](p102) - (tireurs d'élite de Montgomery) - comté de Montgomery, capitaines McArthur et T.M. McRae
- Compagnie F : « The Stark/Starke Guards »[4](p143) - (gardes de Starke)
- Compagnie G : « Wilkes Guards » - (gardes de Wilkes) -  comté de Wilkes, capitaines Fannin et Colley
- Compagnie H : « Tattnall Volunteers » - (volontaires de Tattnall) - comté de Tattnall, capitaine Dasher
- Compagnie I : « Thompson Guards »[4](p150) - gardes de Thompson - comtés de Macon et Bibb, capitaine Van Valkenburg)
- Compagnie K : formée avec des volontaires des compagnies A-I (capitaine Sharpe)

## Pertes
Lors de la bataille de Monocacy, le régiment perd 65 % de ses effectifs, dont le colonel John H. Lamar et le lieutenant-colonel James D. Van Valkenburg(p214).

## Mémoire
George Washington Nichols, dans son autobiographie, A Soldier's Story of His Regiment, décrit la vie dans le 61st Georgia Infantry pendant la guerre de Sécession.